# El dúo de La africana
El dúo de La africana es una zarzuela en un acto, divididos en tres cuadros, con música de Manuel Fernández Caballero y libreto de Miguel Echegaray. Se estrenó con gran éxito en el Teatro Apolo de Madrid, el 13 de mayo de 1893.

## Argumento
Una humilde compañía de ópera se prepara para cantar L'Africaine (La africana) de Giacomo Meyerbeer. El ruin empresario Querubini tiene como lema ahorrar al máximo y no pagar a nadie.
El tenor, un joven de buena familia huido de su casa, está locamente enamorado de la soprano, la Antonelli, «una andaluza graciosa y rica que sal derrama» y esposa de Querubini. Este coqueteo despierta los celos del empresario y de la hija de éste que se derrite por el joven tenor.
Giussepini, el tenor, aprovecha los ensayos para abrazar a la Antonelli, desatando la ira de Querubini cuando lo hace sin pudor en mitad de la representación, que es interrumpida por el empresario que está a punto de arder de rabia. Mediante la intervención de la autoridad todo vuelve a su estado normal, pero una segunda interrupción, la de la madre del joven tenor, que lo ha estado buscando por toda España, hace que todo se venga abajo.

## Música y libreto
Los números musicales de esta zarzuela son:
- Preludio
- Coro: «Buenos días, Inocente»
- Entrada de Giussepini y la Antonelli
- Canción andaluza
- Melodrama: «Oh mia Selica»
- Coro de la murmuración
- Dueto de Querubini y Giussepini
- Dúo de la Antonelli y Giussepini
- Jota: «No cantes más la Africana»
- Escena de la Africana
- Fin de la obra.

Así mismo, es digno de mención su jocoso libreto, que mezcla el italiano macarrónico y el español castizo indiscriminadamente.

## Personajes
| Personaje                                                                | Tesitura        | Reparto del estreno, 18 de mayo de 1893 |
| ------------------------------------------------------------------------ | --------------- | --------------------------------------- |
| Giuseppini, tenor aragonés enamorado de la soprano                       | tenor           | Emilio Mesejo                           |
| Querubini, empresario tacaño y celoso de su mujer                        | barítono cómico | Manolo Rodríguez                        |
| Antonelli, soprano sevillana enamorada del tenor y esposa del empresario | soprano         | Joaquina Pino                           |
| Inocente, regidor del teatro y persona nerviosa                          | actor           |                                         |
| Amina, hija del empresario y enamorada del tenor                         | actriz          | Carmen Salvador                         |
| Comisario, policía de servicio que viene en busca del tenor              | actor           |                                         |
| Doña Serafina, madre del tenor y noble aragonesa                         | actriz          | Pilar Vidal                             |